# PAGEOS
PAGEOS (англ. PAssive Geodetic Earth Orbiting Satellite — пассивный геодезический спутник Земли) — искусственный спутник-баллон, выведенный на орбиту NASA в июне 1966 года. Pageos представлял собой сферу из тонкой (0,0127 мм) алюминированной полимерной плёнки диаметром 31 метр. Масса — 56 кг. Спутник использовался для наблюдений по программе мировой сети спутниковой триангуляции Weltnetz der Satellitentriangulation (Worldwide Satellite Triangulation Network) — совместной программе США и Швейцарии, работавшей в 1969—1973.
Данная сеть состояла из 46 станций (расстояние между станциями 3000—5000 км). Станции располагались на всех континентах. Измерения, проведенные по результатам наблюдений спутника, дали точность определения координат на поверхности Земли порядка 3—5 метров (в 20 раз точнее результатов наземной триангуляции).
PAGEOS был выведен на полярную орбиту с высоким наклонением (85—86°) высотой около 4000 км. Спутник просуществовал до июля 1975 года.
Предшественники PAGEOS, спутники-баллоны Эхо-1/Эхо-2 — пассивные спутники связи — также использовались для спутниковой триангуляции. Их видимая звездная величина достигала −1, в то время как PAGEOS, находящийся на более высокой орбите, был тусклее и имел звездную величину порядка 2. По этой же причине PAGEOS мог наблюдаться одновременно из разных точек Земли — например, Европы и Америки. Для невооруженного взгляда он представлялся крайне медленно движущейся звездой. Высокая околополярная орбита также облегчала наблюдение спутника, поскольку он мог наблюдаться в любое время ночи, в отличие от низкоорбитальных спутников, видимость которых ограничена высотой земной тени.